# Fonit
La Fonit è stata una casa discografica italiana, attiva tra il 1911 e il 1957, anno in cui, fondendosi con la Cetra diede vita alla Fonit Cetra.

## Storia della Fonit
La Fonit nasce a Milano nel 1911 su iniziativa di Giuseppe Trevisan, ed il nome è l'acronimo di FONodisco Italiano Trevisan.
In breve tempo diventa una delle aziende leader nella discografia italiana (all'epoca si stampavano soltanto dischi a 78 giri); dopo la prima guerra mondiale stipulò dei contratti di distribuzione in Italia delle etichette Polydor e Decca Records.
Nel 1946 Giuseppe Trevisan morì e l'azienda passò al figlio Mario, che già lo affiancava da qualche tempo.
Negli anni '50 la Fonit continua ad avere una posizione di rilievo nel mercato, grazie ad artisti come Natalino Otto, Gorni Kramer, Peter Van Wood, Nino Taranto e Domenico Modugno (che aveva strappato alla RCA Italiana nel 1956).
Con un atto datato 16 dicembre 1957 la Fonit e la Cetra (etichetta di proprietà pubblica) decisero di fondersi in una nuova società, la Fonit Cetra, mantenendo comunque attive entrambe le sedi (quella di Milano e quella di Torino); il marchio Fonit continua ad esistere all'interno della nuova azienda, fino agli anni '70.

## Dischi
La datazione qui riportata si basa sull'etichetta del disco o sulla copertina; qualora nessuno di questi elementi abbia una datazione, è basata sulla numerazione del catalogo; talora è, infine, basata sul codice della matrice di stampa. Se esistenti, sono riportati, oltre all'anno, il mese e il giorno (quest'ultimo dato si trova, a volte, stampato sul vinile).

### 78 giri
| Numero di catalogo | Anno              | Interprete | Titoli |
| ------------------ | ----------------- | --- | --- |
| 5243               | 1932              | Pattacini Tienno e la sua orchestra                                                                                                 | Vallone/Pucci |
| 6009               | 1932              | Pattacini Tienno e la sua orchestra                                                                                                 | Clarinetto Ballerino/Dolce Chitarra                                                                                           |
| 6069               | 1932              | Anacleto Rossi | L'edera/Rio De Janeiro |
| 6085               | 1932              | Fernando Orlandis | Passa la gioventù/Yo Yo |
| 6106               | 1932              | Fernando Orlandis | Parlami d'amore Mariù/Esperanza                                                                                               |
| 6109               | 1933              | Anacleto Rossi | Non fuggir señorita/Ninnoli d'amore                                                                                           |
| 6119               | 1933              | Fernando Orlandis e Ada Neri (solo sul lato B)                                                                                      | L'amore che cos'è/Una notte con te                                                                                            |
| 6125               | 1933              | Fernando Orlandis | Arrivederci...Mimì/Madonnella campagnola                                                                                      |
| 6192               | 1933              | Pippo Barzizza e la sua Orchestra Blue Star                                                                                         | Una notte con le stelle e con te/Non ti voglio più amare                                                                      |
| 6193               | 1933              | Fernando Orlandis | Se quel barbier io fossi.../Signorinella                                                                                      |
| 6206               | 1933              | Pippo Barzizza e la sua Orchestra Blue Star                                                                                         | Strada bianca/Motivo di danza                                                                                                 |
| 6263               | 1933              | Fernando Orlandis | Zigani/Sono tre parole |
| 6276               | 1933              | Fernando Orlandis | Tu sempre m'amerai/Parole d'amore                                                                                             |
| 6280               | 1933              | Fernando Orlandis | Pentimento/Piccola cosa |
| 6331               | 1933              | Fernando Orlandis | Signorinetta!/Ninon |
| 6342               | 1933              | Fernando Orlandis | Tango inutile/Quando le stelle                                                                                                |
| 6452               | 1933              | Ada Neri e Orchestra Blue Star di Pippo Barzizza                                                                                    | Dillo tu serenata/Ancora un'ora                                                                                               |
| 7002               | 1934              | Fernando Orlandis | Campana muta/Il valzer dell'amore                                                                                             |
| 7067               | 1934              | Armando Di Piramo | Onde del Danubio/Sul bel Danubio blu                                                                                          |
| 7100               | 1934              | Orchestra Italiana Armando Di Piramo                                                                                                | La Vedova Allegra/Oro e Argento                                                                                               |
| 7104               | 1934              | Pippo Barzizza e la sua Orchestra Blue Star                                                                                         | Canzone d'amore/Valzer Op.64 n.2                                                                                              |
| 7148               | 1934              | Fernando Orlandis | Luna malinconica/Tu, non sai parlar d'amore                                                                                   |
| 7179               | 1935              | Fernando Orlandis | Chitarra romana/Monella |
| 7190               | 1935              | Fernando Orlandis | Resta con me/Amore amaro |
| 7330               | 1935              | Fernando Orlandis | Per un bacin d'amore/Signorine, non guardate i marinai                                                                        |
| 7360               | 1935              | Kramer e i suoi villici | Valzer di mezzanotte/Celebre mazurka di Migliavacca                                                                           |
| 7460               | 1936              | Fernando Orlandis | Valzer della fisarmonica/Paesanella                                                                                           |
| 7488               | 1936              | Gorni Kramer | Dimmi di si/Voglio da te una foto                                                                                             |
| 7534               | 1936              | Trinchieri e Compagnia (e Coro) | Tutto va ben.../Io cerco il Saladino                                                                                          |
| 7669               | 1936              | Fernando Orlandis | La Romanina/Valzer della biondina                                                                                             |
| 7672               | 1936              | Rico Bardi | Divinamente bella / Chiudi gli occhi.... (e sogna)                                                                            |
| 7758               | 1936              | Fernando Orlandis | Tornerai/Santarellina... (non hai più santità)                                                                                |
| 7763               | 1936              | Kramer e i suoi Villici | Il clarino acrobatico/Suonatori ambulanti                                                                                     |
| 7901               | 1936              | Fernando Orlandis | Ricordi/Bionda biondina |
| 8088               |                   | Kramer e i Suoi Solisti | Nella centrale elettrica/Otto battute in cerca di melodia                                                                     |
| 8097               | 1942              | tenore Rico Bardi | E le stelle stanno a guardare/Tecla                                                                                           |
| 8105               | 31 dicembre 1942  | Angelo Servida | Mamma Yo Quiero Un Novio/Adoracion                                                                                            |
| 8213               | 31 dicembre 1942  | Kramer e la sua Orchestra Viennese                                                                                                  | I pattinatori/Onde del Danubio                                                                                                |
| 8380               | 1942              | Kramer e i suoi Villici | Sdrucciolando sul clerino/Lina                                                                                                |
| 8396               | 1942              | Kramer e i suoi solisti, ritornello cantato da Natalino Otto                                                                        | Bel Ami/Non scherzar |
| 8500               | 1942              | Natalino Otto | Rosamunda/Forse t'amerò |
| 8634               | 1942              | Natalino Otto | Qui c'è del ritmo... (Maestro Paganini)/Tocco il cielo col dito                                                               |
| 8642               | 1942              | Kramer e i suoi solisti, ritornello cantato da Natalino Otto                                                                        | Soltanto un bacio/Ma l'amore è un'altra cosa...                                                                               |
| 8697               | 1942              | Nino D'Aurelio | Signorinella/Stornellata all'antica                                                                                           |
| 8730               | 1942              | Eros Sciorilli e la sua Orchestra, canta Tina De Mola (sul lato A) /canta Sciorilli (sul lato B)                                    | Nebbia/Questa notte |
| 8744               | 31 dicembre 1942  | Natalino Otto | La Paloma/Amapola |
| 8798               | 1942              | Giovanni Vallarino | Tu musica divina/Nostalgia in bianco                                                                                          |
| 8801               | 31 dicembre 1942  | Natalino Otto | Quando suona il disco/La barca dei sogni                                                                                      |
| 8802               | 31 dicembre 1942  | Natalino Otto | Musica nell'aria/Così...(come la rosa)                                                                                        |
| 8827               | 1942              | Natalino Otto con Kramer e i suoi solisti                                                                                           | Se mi dai tu/Non so chi è |
| 8835               | 1942              | Kramer e i suoi solisti/Orchestra del Mestre                                                                                        | Cumparsita/Caminito |
| 8848               | 1942              | Natalino Otto | Ho un sassolino nella scarpa/Qui nel cuor                                                                                     |
| 8949               | 1942              | Kramer e i suoi villici | Quando il lupo ride - Chitarrata                                                                                              |
| 8959               | 1942              | Natalino Otto con Kramer e i suoi solisti                                                                                           | Polvere di stelle/Biri - Eiriei (Canta così)                                                                                  |
| 9071               | 1942              | Quartetto Li Causi | Banjo pazzo/Mazurca mascherata                                                                                                |
| 9126               | 1942              | Tienno Pattacini e la sua orchestra                                                                                                 | Giglio/A Toledo |
| 9127               | 1942              | Tienno Pattacini e la sua orchestra                                                                                                 | Sueno/Con un Bacio |
| 9129               | 1942              | Tienno Pattacini e la sua orchestra                                                                                                 | Romagnolo/Santander |
| 9133               | 1942              | Tienno Pattacini e la sua orchestra                                                                                                 | Tu sei l'incanto/Samba del pollaio                                                                                            |
| 9134               | 1942              | Tienno Pattacini e la sua orchestra                                                                                                 | Argento Vivo/Mirta |
| 9134               | 1942              | Tienno Pattacini e la sua orchestra                                                                                                 | Argento Vivo/Mirta |
| 9132               | 1942              | Tienno Pattacini e la sua orchestra                                                                                                 | Battagliero/Fiorella |
| 9135               | 1942              | Tienno Pattacini e la sua orchestra                                                                                                 | Nera/Samba Sport (Comp. Piero Bertani)                                                                                        |
| 9137               | 1942              | Tienno Pattacini e la sua orchestra                                                                                                 | Dove Vai/Tira a Campa |
| 9140               | 1942              | Tienno Pattacini e la sua orchestra                                                                                                 | Notte a Siviglia/Arcobaleno                                                                                                   |
| 9143               | 1942              | Tienno Pattacini e la sua orchestra                                                                                                 | Turchino/Alba |
| 9143               | 1942              | Tienno Pattacini e la sua orchestra                                                                                                 | Meriggio/Alba |
| 9144               | 1942              | Tienno Pattacini e la sua orchestra                                                                                                 | Ambra/Arco |
| 9145               | 1942              | Tienno Pattacini e la sua orchestra                                                                                                 | Aliante/Birba |
| 9146               | 1942              | Tienno Pattacini e la sua orchestra                                                                                                 | Stornelli di Nostalgia/Fontana Mia                                                                                            |
| 9165               | 1942              | Tienno Pattacini e la sua orchestra                                                                                                 | Ivana/Un bacio a Iller |
| 9166               | 1942              | Tienno Pattacini e la sua orchestra                                                                                                 | Vecchi Motivi/Balla la Nonna                                                                                                  |
| 9169               | 1942              | Tienno Pattacini e la sua orchestra                                                                                                 | Dimenticare/Ricorda |
| 9170               | 1942              | Tienno Pattacini e la sua orchestra                                                                                                 | Narciso/Saetta fisa solista Iller Pattacini                                                                                   |
| 9173               | 1942              | Tienno Pattacini e la sua orchestra                                                                                                 | Clarinetto Allegro/Balla Clorinda                                                                                             |
| 9174               | 1942              | Tienno Pattacini e la sua orchestra                                                                                                 | Brunetto/Estrella |
| 9175               | 1942              | Tienno Pattacini e la sua orchestra                                                                                                 | Vampiro/Rusticanella |
| 9176               | 1942              | Tienno Pattacini e la sua orchestra                                                                                                 | Sol de Rio/Negrito |
| 9177               | 1942              | Tienno Pattacini e la sua orchestra                                                                                                 | Gasparone Innamorato/Companero                                                                                                |
| 9194               | 1942              | Tienno Pattacini e la sua orchestra                                                                                                 | Jose Carioca/Luna Lunera |
| 9201               | 1942              | Tienno Pattacini e la sua orchestra                                                                                                 | Dimenticare/Fammi Sognare |
| 9202               | 1942              | Tienno Pattacini e la sua orchestra                                                                                                 | Cartoni Animati/Ricorda |
| 9203               | 1942              | Tienno Pattacini e la sua orchestra                                                                                                 | Pedrito/Come il Vento |
| 9204               | 1942              | Tienno Pattacini e la sua orchestra                                                                                                 | Il Gatto Rosso e Blu/Quando ti Penso                                                                                          |
| 9205               | 1942              | Tienno Pattacini e la sua orchestra                                                                                                 | Sueno |
| 9209               | 1942              | Tienno Pattacini e la sua orchestra                                                                                                 | Egeo/Pastorella |
| 9207               | 1942              | Tienno Pattacini e la sua orchestra                                                                                                 | Gaio/Musa |
| 9210               | 1942              | Tienno Pattacini e la sua orchestra                                                                                                 | Tindabu/La Campana della Pace                                                                                                 |
| 9235               | 1942              | Tienno Pattacini e la sua orchestra canta Bruno Bedogni                                                                             | Cancion de Nostalgia/La Paperina                                                                                              |
| 9236               | 1942              | Tienno Pattacini e la sua orchestra[ canta Bruno Bedogni                                                                            | Il Re del Polo Nord/Il gatto di Maria                                                                                         |
| 9256               | 1942              | Tienno Pattacini e la sua orchestra                                                                                                 | Turchino/Baia |
| 9253               | 1942              | Tienno Pattacini e la sua orchestra                                                                                                 | Azzurro/Rebecca |
| 9266               | 1942              | Tienno Pattacini e la sua orchestra                                                                                                 | Santander |
| 9280               | 1942              | Tienno Pattacini e la sua orchestra                                                                                                 | Coppi Coppissimo/Carbonero |
| 9281               | 1942              | Tienno Pattacini e la sua orchestra                                                                                                 | Guardandoti negli Occhi/Suona Tzigano                                                                                         |
| 9283               | 1942              | Tienno Pattacini e la sua orchestra                                                                                                 | Orizzonte/Pioggia |
| 9285               | 1942              | Tienno Pattacini e la sua orchestra                                                                                                 | Giaggiolo/Stella |
| 12001              | 1942              | Alberto Semprini | Fantasia ritmica n.18 : Tu musica divina-Primo sogno-Visione / Se dai retta a me-Sottovoce-Don Ciccio Pasticcio               |
| 12005              | 31 dicembre 1942  | Alberto Semprini e Gorni Kramer | La barca dei sogni-Se questo è l'amore/Sotto il Para..Pa'...-Ritmando sotto l'ombrello                                        |
| 12021              | 1942              | Natalino Otto | Graziella...(non resterai zitella)/Amo l'amore                                                                                |
| 12035              | 31 dicembre 1942  | Natalino Otto | Musica maestro-La sedia a dondolo-Pinocchio/Primo sogno-Mamma, buona notte                                                    |
| 12036              | 1943              | Natalino Otto | Basta ritmo.../E' il mio cuore                                                                                                |
| 12038              | 1943              | Kramer e i suoi solisti, ritornello cantato da Natalino Otto                                                                        | Mamma...voglio anch'io la fidanzata/Biri Eiriei (canta così)                                                                  |
| 12049              | 31 gennaio 1943   | Natalino Otto (lato A) e Giovanni Vallarino (lato B)                                                                                | Guarda un po'/Son tanto triste                                                                                                |
| 12056              | 1944              | Kramer e i suoi solisti, ritornello cantato da Natalino Otto                                                                        | Quando canto quel motivetto/Pioggia di stelle                                                                                 |
| 12060              | 31 gennaio 1943   | Natalino Otto | Oh! Bimba/Accanto al pianoforte                                                                                               |
| 12076              | 1944              | Natalino Otto | Melodie ritmiche di successi n.3: Notte e dì-Lo sa lei, lo sa lui, lo sai tu-Oh Bimba/Sorriso di stelle-La barca dei sogni    |
| 12080              | 1944              | Tina De Mola e Renato Rascel | Cantano i fiori/Pazzo d'amore                                                                                                 |
| 12085              | 1944              | Natalino Otto | Madonna Clara/La lezione di piano                                                                                             |
| 12093              | 1944              | Natalino Otto | Mamma mi sono fidanzato.../Tristezze                                                                                          |
| 12094              | 1º gennaio 1944   | Kramer e il suo Nuovo Stile 1944, ritornello cantato da Natalino Otto                                                               | Non ti posso dar che baci/La lettera che m'hai spedita                                                                        |
| 12103              | 1º gennaio 1944   | Kramer e il suo Nuovo Stile 1944, ritornello cantato da Natalino Otto                                                               | C'era una volta... (un pastorello)/Un violino nella notte                                                                     |
| 12112              | 1944              | Kramer e il suo Nuovo Stile 1944, ritornello cantato da Natalino Otto                                                               | Ho comprato un piano elettrico/Sera romantica                                                                                 |
| 12122              | 1944              | Lucia Mannucci | Adesso faccio la brava/Nella penombra                                                                                         |
| 12123              | 1944              | Lucia Mannucci | Basta signor cuore/I vecchi motivi                                                                                            |
| 12124              | 1944              | Lucia Mannucci | Danza della primavera/Vorrei tornare nella vecchia casa                                                                       |
| 12125              | 1944              | Lucia Mannucci | Che pigro/Lacrime dimenticate                                                                                                 |
| 12126              | 1º giugno 1944    | Lucia Mannucci | Mattino/Un nome dimenticato                                                                                                   |
| 12136              | 1º giugno 1944    | Natalino Otto | Sento il cuor che batte.../Tra nubi bianche e blu                                                                             |
| 12142              | 1º giugno 1944    | Natalino Otto | Il mulino sul fiume/Una sigaretta...(quello che non ho)                                                                       |
| 12144              | 1944              | Natalino Otto | Perduto amore (in cerca di te)/Sogno                                                                                          |
| 12146              | 1944              | Natalino Otto | Gelosia/Pupo mio |
| 12158              | 1º luglio 1944    | Giovanni Vallarino | Sera romantica/Luci spente |
| 12180              | 1945              | Carlo Moreno | Dove sta Zazà/Lassù con te |
| 12222              | 1945              | Lucia Mannucci | Cuore vagabondo/Caro sole |
| 12223              | 1945              | Lucia Mannucci | Cucciolo/Vous qui passez sans me voir                                                                                         |
| 12224              | 1945              | Lucia Mannucci | Dolcissima melodia/Vorrei tornare nella vecchia casa                                                                          |
| 12225              | 1945              | Lucia Mannucci | Per sognar mi basta un fiore/Fossette nelle guance                                                                            |
| 12234              | 1º dicembre 1945  | Natalino Otto e i 5 Shoe Shine | Polvere di stelle (Star Dust)/Sei così bella (Dearly Beloved)                                                                 |
| 12252              | 1º gennaio 1946   | Natalino Otto e i 5 Shoe Shine | Preghiera d'amore (Lovely Prayer)/Mamma, mi sono fidanzato                                                                    |
| 12272              | 1º marzo 1946     | Natalino Otto con Kramer e la sua Orchestra                                                                                         | Shoe Shine/Gioie e tristezze                                                                                                  |
| 12287              | 1946              | Natalino Otto | Sinfonia d'amore/Sei tanto bella                                                                                              |
| 12305              | 1946              | Natalino Otto | Nella jungla/Shoo Shoo, Baby                                                                                                  |
| 12306              | 1946              | Natalino Otto | Non si discute col cuor/Orchidee azzurre                                                                                      |
| 12325              | 1946              | Natalino Otto | Quando canta il cowboy/Sognando                                                                                               |
| 12326              | 1946              | Natalino Otto | Non so come si chiami/Luce di candela                                                                                         |
| 12330              | 1º giugno 1946    | Natalino Otto | La canzone...(che non ci lascia mai)/La zingara (The Gipsy)                                                                   |
| 12333              | 1946              | Alberto Semprini e Natalino Otto | I grandi successi; Brazil/Conosci mia cugina/Sempre nel mio cuore/Non saprai mai                                              |
| 12335              | 1946              | Amedeo Pariante | Tu ca me fai suffrì/Suonno 'e gioventù                                                                                        |
| 12434              | 1946              | Natalino Otto | Voglio amarti così(solamente una vez)/Perfidia                                                                                |
| 12341              | 1946              | Alberto Semprini e la sua orchestra ritmo-sinfonica                                                                                 | Brazil/Tico tico |
| 12358              | 1946              | Amedeo Pariante | Io 'na chitarra e 'a luna/Trasmette Napoli                                                                                    |
| 12361              | 1946              | Amedeo Pariante | Hanno rapito madonna luna/Serenata serena                                                                                     |
| 12362              | 1º settembre 1946 | Natalino Otto e i 5 Shoe Shine | Brazil/Il tuo nome è donna |
| 12365              | 1º settembre 1946 | Natalino Otto | Non hai più... (la veste a fiori blu)/Melodia del fiume                                                                       |
| 12368              | 1º settembre 1946 | Natalino Otto | Così...com'è/Angelo biondo |
| 12377              | 1º ottobre 1946   | Natalino Otto | Dove sta Zazà/Tico Tico |
| 12379              | 1946              | Ester B. Valdes | Je Suis Seul Ce Soir/Symphonie                                                                                                |
| 12381              | 1946              | Nino Taranto | Dove sta Zazà?/Chitarra accatarrata                                                                                           |
| 12386              | 1º ottobre 1946   | Nino Taranto | Tutti vogliono gagà/'a cchiu bbella scoperta!                                                                                 |
| 12402              | 1946              | Ester B. Valdes | Ciu ciu/Cielito Lindo |
| 12403              | 1946              | Ester B. Valdes | Palabras de mujer/San Domingo                                                                                                 |
| 12446              | 1º dicembre 1946  | Natalino Otto | Eulalia Torricelli/Smarrito cuore                                                                                             |
| 12484              | 1º aprile 1947    | Maria Dattoli e Vittorio Paltrinieri                                                                                                | I quattro cow-boys/Luna bianca del Far-West                                                                                   |
| 12489              | 1º aprile 1947    | Natalino Otto | Melodie di successi n.12: Cica cica bum!-Cadrà Cadrà-Ay, ay! Si, si!/Una notte a Rio-Buona notte Brasile!                     |
| 12490              | 1º aprile 1947    | Natalino Otto | Suona balalaika/Ho una zia |
| 12536              | 1º giugno 1947    | Natalino Otto | El Rancho Grande/Parla |
| 12554              | 1º settembre 1947 | Natalino Otto | La Paloma Blanca/Amore |
| 12591              | 1º ottobre 1947   | Nino Taranto | Alice/Brigida |
| 12596              | 1947              | Gorni Kramer | Sweet Georgia Brown/? |
| 12597              | 1947              | Gorni Kramer | Picchiando in bop/? |
| 12604              | 1º ottobre 1947   | Natalino Otto | Bailamos la samba/Martin (non t'arrabbiare)                                                                                   |
| 12615              | 1º gennaio 1948   | Natalino Otto | Stormy weather/Good night, my dear                                                                                            |
| 12632              | 1º gennaio 1948   | Maria Dattoli (sul lato A) / Maria Dattoli e Vittorio Paltrinieri (sul lato B)                                                      | Pigalle/La Batucada |
| 12634              | 1948              | Marcello Ferrero | Romanzo d'amore/Torero |
| 12638              | 1948              | Gloria Dauro (sul lato A) / Vittorio Paltrinieri (sul lato B)                                                                       | Verde luna/Che male c'è |
| 12640              | 1º gennaio 1948   | Natalino Otto | Lettere d'amore (Love letter)/All'equatore                                                                                    |
| 12705              | 1948              | Aldo Rossi | Harlem notturno/Verde Luna |
| 12708              | 1948              | Natalino Otto | Manola non sei spagnola/Dopo di te                                                                                            |
| 12744              | 1º giugno 1948    | Natalino Otto | La vie en rose/Cicci - Cicci - Cicci                                                                                          |
| 12752              | 1948              | Natalino Otto | Vecchia Roma/Le tue carezze                                                                                                   |
| 12764              | 1º giugno 1948    | Natalino Otto | I pompieri di Viggiù/Prego... (non disturbate)                                                                                |
| 12772              | 1º agosto 1948    | Natalino Otto | Cocoricò/L'ultima noche |
| 12777              | 1º settembre 1948 | Natalino Otto (lato A) e Quintetto Gambarelli (lato B)                                                                              | Don Ramon/Louisiana |
| 12787              | 1948              | Gloria Dauro | Que reste-t-il de nos amour/Dance avec moi                                                                                    |
| 12801              | 1948              | Giacomo Rondinella | La luna ti dirà/Due parole a Maria                                                                                            |
| 12812              | 1948              | Amedeo Pariante | 'E spingole frangese!/Suspiranno                                                                                              |
| 12813              | 1948              | Amedeo Pariante | Carmela/I' te vurria vasa'!...                                                                                                |
| 12814              | 1948              | Amedeo Pariante | Scalinatella/Marearena |
| 12816              | 1948              | Amedeo Pariante | Acquarello napoletano/Nuttata                                                                                                 |
| 12913              |                   | Kramer e i suoi solisti (sul lato A)/ Orchestra del Mestre (sul lato B)                                                             | La cumparsita/Caminito |
| 12967              | 1º novembre 1948  | Natalino Otto (sul lato A) e Kramer e la sua Orchestra (al trombone Mario Pezzotta) (sul lato B)                                    | Harlem Notturno/Quando la laguna dorme (Sleepy Lagoon)                                                                        |
| 12970              | 1º dicembre 1948  | Natalino Otto | Addormentarmi così/Ostregheta che putela!                                                                                     |
| 12994              | 1º gennaio 1949   | Natalino Otto | Le donne belle (dicono... si)/Che peccato!                                                                                    |
| 13000              | 1949              | Gorni Kramer | Lolly pop/? |
| 13009              | 1º gennaio 1949   | Natalino Otto | Ricordati ragazzo (Nature boy)/Sweet, sweet, sweet                                                                            |
| 13073              | 1º febbraio 1949  | Natalino Otto | Non mandarmi a nanna/No jazz!                                                                                                 |
| 13081              | 1º marzo 1949     | Pino Simonetta (sul lato A) / Vittorio Paltrinieri e Duo Dadà (sul lato B)                                                          | Lo stornello del marinaio/Concettina Capurì                                                                                   |
| 13084              | 1º marzo 1949     | Natalino Otto | L'idolo delle donne/6 sempre 6                                                                                                |
| 13085              | 1º marzo 1949     | Natalino Otto | Forse si... (forse no!)/Rosso e blu                                                                                           |
| 13086              | 1949              | Sciorilli e la sua orchestra canta Pino Simonetta Compositore TIENNO PATTACINI                                                      | Triste Ritorno |
| 13088              | 1º marzo 1949     | Natalino Otto (sul lato A) / Gloria Dauro (sul lato B)                                                                              | Bagatelle/Douce France |
| 13114              | 1949              | Natalino Otto e coro con Zuccheri e la sua Orchestra (lato A) / Natalino Otto e Duo Dada' con Sciorilli e la sua Orchestra (Lato B) | Avanti e Indrè / Ad Asuncion                                                                                                  |
| 13124              | 1949              | Natalino Otto | Venezia bella!/Sempre... sempre                                                                                               |
| 13139              | 1949              | Pino Simonetta | Vecchia Firenze/Signora nostalgia                                                                                             |
| 13142              | 1949              | Natalino Otto (sul lato A) / Vittorio Paltrinieri (sul lato B)                                                                      | Chico Pacho/Balla con me |
| 13151              | 1949              | Gloria Dauro (sul lato A) / Natalino Otto (sul lato B)                                                                              | C'est si bon/E' bello passeggiar                                                                                              |
| 13160              | 1949              | Natalino Otto (sul lato A) / Natalino Otto e Vittorio Paltrinieri (sul lato B)                                                      | Tarantella dell'amore/Cingo Cengo (il somarello)                                                                              |
| 13170              | 1º giugno 1949    | Sergio Renda e Duo Dadà (sul lato A) / Natalino Otto (sul lato B)                                                                   | Zumme Zumme/Dillo a mamma |
| 13173              | 1º settembre 1949 | Natalino Otto | La Raspa/Dillo a mamma |
| 13187              | 1949              | Amedeo Pariante | 'O vico/Me so' nbriacato e sole                                                                                               |
| 13188              | 1949              | Amedeo Pariante | Vocca 'e rose/Nun se pigliasse collera                                                                                        |
| 13191              | 1º settembre 1949 | Natalino Otto | Samba a Posillipo/Credo nell'amore                                                                                            |
| 13196              | 1949              | Pino Simonetta (sul lato A) / Giacomo Rondinella (sul lato B)                                                                       | Rosso di sera/La luna ti dirà                                                                                                 |
| 13212              | 1º ottobre 1949   | Natalino Otto | La samba bruna/Sai quante volte?                                                                                              |
| 13224              | 1950              | Vittorio Paltrinieri | Non trovo le parole/Spegni la luce                                                                                            |
| 13258              | 1950              | Natalino Otto | Se ci sei/Incanto tropicale                                                                                                   |
| 13320              | 1º marzo 1950     | Natalino Otto | Melodie ritmiche di successi n.19: Tres Palabras (Senza te)/Questa notte saprò (Again)-Dolce Francia (Douce France)           |
| 13323              | 1950              | Nino Taranto | Arcangelo Bottiglia/Fatte pittà!..                                                                                            |
| 13330              | 1º maggio 1950    | Natalino Otto | Un Napoletano a Parigi/Ho misurato la pressione                                                                               |
| 13406              | 1950              | Pino Simonetta | Zoccoletti/L'altro |
| 13415              | 1950              | Amedeo Pariante | Vicoletti di Toledo/Quatte gradelle                                                                                           |
| 13418              | 1950              | Amedeo Pariante | Palazziello/Surrient d''e nammurate                                                                                           |
| 13441              | 1950              | Iller Pattacini | How high the moon/Sì, sì, so                                                                                                  |
| 13451              | 1º ottobre 1950   | Natalino Otto | Settembre (September song)/Le melodie ritmiche di successi n°20: Estasi d'amore(My foolish heart)-Nulla                       |
| 13456              | 4 ottobre 1950    | Gloria Dauro | Angelo bello/El Marinerito |
| 13471              | 1949/1950         | Natalino Otto,al Pianoforte John Bolero                                                                                             | Come Pioveva/La Signora di Trent'anni fa                                                                                      |
| 13512              | 1951              | Oliviero Ciangherotti | Luna rossa/Gentile signorina                                                                                                  |
| 13514              |                   | Oliviero Ciangherotti | Lasciami solo/Venditrice di stornelli                                                                                         |
| 13517              | 1º gennaio 1951   | Natalino Otto | La Vispa Teresa/L'orchestrina del mio paese                                                                                   |
| 13542              | 1950              | Gloria Dauro (sul lato A) e Natalino Otto (sul lato B)                                                                              | Questo è l'amore-I sogni son desideri/Bibbidi Bobbidi Bu-Cenerentola                                                          |
| 13572              | 1951              | Sciorilli e la sua Orchestra canta Vittorio Paltrinieri                                                                             | La moglie russa/Menilmontant                                                                                                  |
| 13588              | 1º marzo 1951     | Natalino Otto | Sedici anni/Ho pianto... una volta sola                                                                                       |
| 13601              | 1951              | Luciano Zuccheri e la sua chitarra elettrica                                                                                        | Ciliegi rosa-Grazie dei fiori-Prigioniero di un sogno/Madamoiselle de Paris-La ronda dell'amore-Vieni al mio paese            |
| 13602              | 1951              | Luciano Zuccheri e la sua chitarra elettrica                                                                                        | Lola-Per favor!/Disperazione mia-L'Italia mia                                                                                 |
| 13654              | 1951              | Enzo Gagliardi e la sua chitarra | Margellina 'nnammurata/Dicitece a Maria                                                                                       |
| 13712              | 1º settembre 1951 | Orchestra Alberto Semprini | Coimbra/'Na sera 'e Maggio |
| 13725              | 1951              | Vittorio Paltrinieri | Maria Dolores/Stanco |
| 13737              | 1951              | Glauco Masetti | Vento in bop/Meditazione |
| 13758              | 1º novembre 1951  | Natalino Otto (sul lato A) / Vittorio Paltrinieri (sul lato B)                                                                      | T'ho vista pregare.../Leggenda del Tirolo                                                                                     |
| 13833              | 1º febbraio 1952  | Gloria Dauro | Vola colomba/Papaveri e papere                                                                                                |
| 13836              | 1º febbraio 1952  | Natalino Otto | La collanina/Basta con le lune!...                                                                                            |
| 13922              | 1º maggio 1952    | Natalino Otto | Cuore in vacanza/Fiorin Fiorello                                                                                              |
| 13936              | 1º maggio 1952    | Natalino Otto | Vorrei dirti...nell'orecchio/Vado a mille                                                                                     |
| 13937              | 1º maggio 1952    | Natalino Otto | Jezebel/Melodie ritmiche di successi n° 23 (La mia gioventù-Stelle e lacrime)                                                 |
| 13968              | 1952              | Luciano Bonfiglioli | Triste solitudine/Postino |
| 13969              | 1952              | Franca Valeri | La signorina snob/La signora Cesira                                                                                           |
| 14006              | 1952              | Michelangelo Verso | Torna!/Passione |
| 14007              | 1952              | Michelangelo Verso | Addio a Napoli/'E campane napulitane                                                                                          |
| 14008              | 1952              | Michelangelo Verso | Tuosseco/Dimane |
| 14009              | 1952              | Michelangelo Verso | Canzuncella a 'na sposa/'E campane napulitane                                                                                 |
| 14010              | 1952              | Michelangelo Verso e il Quintetto Lo Cascio-Sasso                                                                                   | Lu me' sciccareddu/Talìu di cca', talìu di ddà                                                                                |
| 14011              | 1952              | Michelangelo Verso e il Quintetto Lo Cascio-Sasso                                                                                   | L'amante bedda/'nn'am'a spàrtiri                                                                                              |
| 14012              | 1952              | Michelangelo Verso e il Quintetto Lo Cascio-Sasso                                                                                   | Chichirichi/E vui durmiti ancora!...                                                                                          |
| 14022              | 1º settembre 1952 | Natalino Otto | Melodie ritmiche di successi n.24: Il mambo del trenino/La ciribiricoccola/T'ho voluto bene/Non avevo che te                  |
| 14024              | 1º settembre 1952 | Natalino Otto | Dolce fiaba/E ora chi bacerà?                                                                                                 |
| 14071              | 1952              | Renzo Speziali | Serenatissima/Se non ti scriverò                                                                                              |
| 14078              | 1952              | Elsa Pejrone | Acquarello madrileno/Amore e pena                                                                                             |
| 14080              | 1952              | Natalino Otto | Fiori di campo/Desiderio |
| 14091              | 1953              | Natalino Otto / Luciano Bonfiglioli                                                                                                 | Musica e lacrime / Tutto è possibile                                                                                          |
| 14096              | 1953              | Natalino Otto | Flamenco/Cristina non lo fa                                                                                                   |
| 14097              | 1953              | Vittorio Paltrinieri | Nessuno incontra mai (quella che ama)/Sotto le piante di cocco                                                                |
| 14098              | 1953              | Vittorio Paltrinieri | Lunarella/Non vedo che te |
| 14099              | 1953              | Renzo Speziali | Cara piccina/L'eterna canzone                                                                                                 |
| 14100              | 1953              | Renzo Speziali | Parole amare/Il primo bacio                                                                                                   |
| 14105              | 1953              | Nino Taranto | Camilla/Sciò sciò |
| 14106              | 1953              | Nino Taranto | 'E ccummarelle/Oj lloco oj |
| 14107              | 1953              | Luciano Bonfiglioli | Paris la nuit/Ho paura di perderti                                                                                            |
| 14108              | 1953              | Luciano Bonfiglioli | Ay my alma/Sconosciuto |
| 14109              | 1953              | Gianni Gugelmetto | Lasciami cantare una canzone/Innamorami                                                                                       |
| 14110              | 1953              | Gianni Gugelmetto | Carrettino siciliano/La vetrina della felicità                                                                                |
| 14111              | 1953              | Gianni Gugelmetto | Via col vento/Non è la pioggia                                                                                                |
| 14113              | 1953              | Aldo Piacenti | Dannazione d'o core/Si tu me cercarraie                                                                                       |
| 14114              | 1953              | Aldo Piacenti | 'O desiderio 'e te/Chissà si pienze a mme                                                                                     |
| 14115              | 1953              | Aldo Piacenti | Anema mia/Malincunia |
| 14116              | 1953              | Piero Rizza | Larry/Slim |
| 14117              | 1953              | Piero Rizza | Triste tango/Passo facile |
| 14118              | 1953              | Luciano Bonfiglioli | Qualcuno cammina/La mamma che piange di più                                                                                   |
| 14119              | 1953              | Aldo Piacenti | Povero "amico" mio/Vecchia villa comunale                                                                                     |
| 14120              | 1953              | Aldo Piacenti | Domandatelo/La pianola stonata                                                                                                |
| 14121              | 1953              | Gloria Dauro | Acque amare/Buona sera |
| 14122              | 1953              | Gloria Dauro / Gianni Gugelmetto | L'altra / Viale d'autunno |
| 14123              | 1953              | Renzo Speziali | Vecchio scarpone/Canto della solitudine                                                                                       |
| 14124              | 1953              | Gloria Dauro | Tamburino del reggimento/Campanaro                                                                                            |
| 14125              | 1953              | Vittorio Paltrinieri | Il passerotto/No Pierrot |
| 14126              | 1953              | Vittorio Paltrinieri | Papà Pacifico/Sussurrando buonanotte                                                                                          |
| 14133              | 1953              | Giacomo Rondinella | Campanaro/Innamorami |
| 14134              | 1953              | Giacomo Rondinella | Papà Pacifico/Viale d'autunno                                                                                                 |
| 14135              | 1953              | Giacomo Rondinella | Acque amare/Il passerotto |
| 14154              | 1953              | Bruno Pallesi con Armando Sciascia e la sua Orchestra                                                                               | Malasierra/Che ne sai tu, zingara?                                                                                            |
| 14186              | 1953              | Giacomo Rondinella | Serenata a Surriento/Quanno tramonta ‘o sole                                                                                  |
| 14203              | 1953              | Giacomo Rondinella | Reginella/Tutta pe' mme! |
| 14285              | 1º maggio 1953    | Elsa Peyrone e Vittorio Paltrinieri                                                                                                 | Merci Beaucoup/Col Tricche Ballacche                                                                                          |
| 14286              | 1º maggio 1953    | Elsa Peyrone e Vittorio Paltrinieri (sul lato A)/Vanna Ibba e Gianni Gugelmetto (sul lato B)                                        | Un bacio a mezzanotte/Sugarbush                                                                                               |
| 14295              | 1953              | Quartetto John Bolero | La cumparsita/La sveglia sincopata                                                                                            |
| 14327              | 1953              | Giacomo Rondinella | Brunettella d'Antignano/Bene sunnato                                                                                          |
| 14332              | 1953              | Giacomo Rondinella | 'Mbrellino 'e seta/'E ccerase                                                                                                 |
| 14348              | 1953              | Quartetto John Bolero | Valse bleue, valse brune/La cumparsita                                                                                        |
| 14349              | 1953              | Natalino Otto e Elena Beltrami (sul lato A)/Natalino Otto (sul lato B)                                                              | Un bacio a mezzanotte/Volevo dir di no                                                                                        |
| 14350              | 1953              | Natalino Otto | Una ragazza dai capelli verdi/Mi mancano...sei zeri                                                                           |
| 14351              | 1º settembre 1953 | Natalino Otto | Conosco un cow-boy/Sognando Napoli                                                                                            |
| 14352              | 1º settembre 1953 | Natalino Otto | Il cavallino/Mercy beaucoup                                                                                                   |
| 14353              | 1953              | Natalino Otto | La mia donna (si chiama desiderio)/Meravigliosamente                                                                          |
| 14354              | 1953              | Natalino Otto | Novella d'amore/Stupenda |
| 14355              | 1953              | Armando Sciascia | Moulin rouge/Ecstasy |
| 14356              | 1953              | Aldo Piacenti | Luna caprese/Ischia: parole e musica                                                                                          |
| 14357              | 1953              | Aldo Piacenti | Ombra 'e stu suonno/Si ce ncuntrammo                                                                                          |
| 14362              | 1953              | Aldo Piacenti | Vaseme/Ischia: parole e musica                                                                                                |
| 14363              | 1953              | Natalino Otto | Tentami/Due sillabe |
| 14364              | 1953              | Natalino Otto | Eternamente (Arlecchinata)/Vorrei piacere a te                                                                                |
| 14400              | 1º ottobre 1953   | Natalino Otto | Piccina Picciò/Giovanni Giò (Der Kleine Muck)                                                                                 |
| 14401              | 1º ottobre 1953   | Natalino Otto | Un bacio ancor (Kiss)/Moulin Rouge                                                                                            |
| 14404              | 1º settembre 1953 | Natalino Otto (sul lato A) / Orchestra d'Archi Luigi Malatesta (sul lato B)                                                         | Kiss/Charmaine |
| 14405              | 1º ottobre 1953   | Natalino Otto | Lungo il viale/Ba...ba...baciami piccina                                                                                      |
| 14406              | 1º ottobre 1953   | Natalino Otto | L'allegro Ferry-Boat/Dolce e ansioso                                                                                          |
| 14432              | 1953              | Francesco Ferrari e la sua orchestra, canta Natalino Otto                                                                           | Maddalena/Embrasse moi bien                                                                                                   |
| 14443              | 1953              | Bruno Pallesi con Armando Sciascia e la sua Orchestra                                                                               | Vaya con Dios/Davanti all'altare                                                                                              |
| 14473              | 1º dicembre 1953  | Natalino Otto | Non mi abbandonare/Gloria |
| 14498              | 1º gennaio 1954   | Natalino Otto | Cirillino Ci/Donnina sola |
| 14504              | 1954              | Natalino Otto | Mogliettina/una bambina sei tu                                                                                                |
| 14505              | 1º gennaio 1954   | Natalino Otto | Aveva un bavero/Un diario |
| 14507              | 1954              | Natalino Otto | Notturno (per chi non ha nessuno)/?                                                                                           |
| 14516              | 1954              | Elena Beltrami (sul lato A) e Natalino Otto (sul lato B)                                                                            | Berta filava/Aveva un bavero                                                                                                  |
| 14524              | 1954              | Alberto Semprini | Fantasia ritmica n.50 : Gardenia blu-Ruby-Un bacio ancor (Kiss) / Ballate col baion-Jambalaya-Canta che ti passa (Mi cafetal) |
| 14582              | 1954              | Giacomo Rondinella con Eros Sciorilli e la sua Orchestra                                                                            | Te voglio bene (tanto, tanto...)/Basta con l'amore                                                                            |
| 14584              | 1º aprile 1954    | Natalino Otto | Festa in famiglia/Queste cose (non le fai con me)                                                                             |
| 14585              | 1º aprile 1954    | Natalino Otto | Istanbul/O mein papà |
| 14605              | 1954              | Giacomo Rondinella | Serenata embè/Ddoje lacreme                                                                                                   |
| 14606              | 1954              | Giacomo Rondinella | Pulecenella/Mannaggia 'o suricillo                                                                                            |
| 14629              | 1954              | Elsa Pejrone | O' Cangaceiro/O mein papa (O mio papà)                                                                                        |
| 14642              | 1954              | Giacomo Rondinella | Penzammoce/Semplicità |
| 14710              | 1º ottobre 1954   | Natalino Otto | Johnny Guitar/Fischio un "blues"                                                                                              |
| 14791              | 1954              | Natalino Otto | Arrivederci Roma/Souvenir d'Italie                                                                                            |
| 14792              | 1955              | Natalino Otto | Dillo, chitarra/Quant'è buono il bacio con le pere                                                                            |
| 14820              | 1º gennaio 1955   | Natalino Otto e Trio Aurora | Ci ciu cì (cantava un usignol)/Canto nella valle                                                                              |
| 14821              | 1º gennaio 1955   | Natalino Otto e Trio Aurora | Era un omino (piccino... piccino)/Il primo viaggio                                                                            |
| 14822              | 1º gennaio 1955   | Natalino Otto | I tre timidi/Una fotografia nella cornice                                                                                     |
| 14823              | 1º gennaio 1955   | Natalino Otto | Cantilena del trainante/Sentiero                                                                                              |
| 14826              | 1955              | Bruno Rosettani | Zucchero e pepe/? |
| 14866              | 1955              | Van Wood Quartet | Souvenir d'Italie/Scapricciatiello                                                                                            |
| 14870              | 1955              | Licia Morosini | La luna nel rio/Cenere |
| 14883              | 1955              | Elsa Pejrone sul lato A e Elsa Pejrone e Vittorio Paltrinieri sul lato B                                                            | Cenere/Campane di pace |
| 14909              | 1º aprile 1955    | Natalino Otto | Amo Parigi/E' tanto bello |
| 14916              | 1955              | Peter Van Wood | Arrivederci Roma/? |
| 15018              | 1955              | Elsa Pejrone | Cilindro e bastone/Se cade un fior                                                                                            |
| 15046              | 1º settembre 1955 | Natalino Otto e Licia Morosini (sul lato A) e Natalino Otto (sul lato B)                                                            | Per un filino d'erba/Niente visone                                                                                            |
| 15049              | 1º settembre 1955 | Natalino Otto | Gelsomina/Crepuscolo |
| 15075              | 1956              | Van Wood Quartet | Il telefono/I Pesciolini |
| 15084              | 1955              | Van Wood Quartet | Ci Ciu Ci (cantava un usignol)/Sette Zulù                                                                                     |
| 15117              | 1955              | Natalino Otto | L'ultima volta che vidi Parigi/Quanto mi amerai                                                                               |
| 15118              | 1º novembre 1955  | Natalino Otto | ...E l'America è nata così!.../Oho-Aha                                                                                        |
| 15119              | 1º novembre 1955  | Natalino Otto | La luna nel pozzo/O baby kiss me                                                                                              |
| 15131              | 1955              | Nino Taranto | 'A bonanema 'e ll'ammore/Vulesse vasa' a mammeta                                                                              |
| 15149              | 1º novembre 1955  | Natalino Otto | La ragazza moderna/Le tre caravelle (Las tres carabelas)                                                                      |
| 15185              | 1956              | Natalino Otto | L'amore è una cosa meravigliosa/La baita blu                                                                                  |
| 15191              | 1956              | Van Wood Quartet | Ciao (Oho-Aha)/Baby bu |
| 15220              | 1956              | Natalino Otto | Amami se vuoi/Nota per nota                                                                                                   |
| 15234              | 1º marzo 1956     | Franca Raimondi | Il trenino del destino/Aprite le finestre                                                                                     |
| 15235              | 1956              | Franca Raimondi e Gianni Marzocchi / Franca Raimondi                                                                                | Lucia e Tobia / Sogni d'or |
| 15236              | 1956              | Natalino Otto con Franco Mojoli | Vino Vino/Domani |
| 15247              | 1956              | Franca Raimondi | Amami se vuoi/Aprite le finestre                                                                                              |
| 15269              | 1º marzo 1956     | Natalino Otto | Vino, vino/Domani (Tomorrow)                                                                                                  |
| 15321              | 1956              | Van Wood Quartet | Mia'cara Carolina/Fofo' piccolo fofo'                                                                                         |
| 15363              | 1956              | Giacomo Rondinella | Piccerella/Maggio senza rose                                                                                                  |
| 15364              | 1956              | Giacomo Rondinella | Suspiranno 'na canzone/'A palummella                                                                                          |
| 15365              | 1956              | Mara Del Rio | Tre rose rosse/Guaglione |
| 15366              | 1956              | Mara Del Rio | Nun me guardà/'E rrose d''o core                                                                                              |
| 15367              | 1956              | Giacomo Rondinella | Nun t'addurmì/Suspiranno 'na canzone                                                                                          |
| 15370              | 1956              | Miranda Martino | Tubitubi/Johnny Mandolino |
| 15382              | 1º luglio 1956    | Natalino Otto | Suonatemi un blues (Learnin' the blues)/Mai ti scorderai di me                                                                |
| 15394              | 1º luglio 1956    | Natalino Otto | Guaglione/Carulì |
| 15404              | 1956              | Domenico Modugno | Attimu d'ammuri/Lu tambureddu                                                                                                 |
| 15405              | 1956              | Domenico Modugno | Lu minaturi/Ninna nanna |
| 15406              | 1956              | Domenico Modugno | La donna riccia/Magaria |
| 15407              | 1956              | Domenico Modugno | Lu sceccareddu 'mbriacu/Lu salinaru                                                                                           |
| 15408              | 1956              | Domenico Modugno | La sveglietta/Il girovago |
| 15409              | 1956              | Domenico Modugno | Io mammeta e tu/Nisciuno po' sapè                                                                                             |
| 15410              | 1956              | Domenico Modugno | Vecchio frack/Musetto |
| 15411              | 1956              | Domenico Modugno | Lu pisce spada/La cicoria |
| 15412              | 1956              | Domenico Modugno | Zitto zitto doce doce/Cavaddu cecu de la miniera                                                                              |
| 15413              | 1956              | Domenico Modugno | Sole sole sole/Mese 'e settembre                                                                                              |
| 15420              | 1956              | Natalino Otto | Domani (Tomorrow)/Tempo d'estate (a Venezia)                                                                                  |
| 15421              | 1º ottobre 1956   | Natalino Otto | La più bella del mondo/Buongiorno Parigi                                                                                      |
| 15475              | 1956              | Van Wood Quartet | Van Wood's rock/Due rane e un cane                                                                                            |
| 15527              | 1957              | Nicola Arigliano, Alberto Pizzigoni e Riccardo Rauchi                                                                               | Rock and roll a Margellina/Che c'è Concè                                                                                      |
| 15552              | 1957              | Natalino Otto | Nel giardino del mio cuore/Un certo sorriso                                                                                   |
| 15556              | 1º gennaio 1957   | Alberto Semprini | Fantasia ritmica n.81 : Scusami-Usignuolo/Per una volta ancora-A poco...a poco                                                |
| 15562              | 1957              | Natalino Otto | La cremagliera delle Dolomiti/Sono un sognatore                                                                               |
| 15563              | 1957              | Natalino Otto | Un filo di speranza/Casetta in Canadà                                                                                         |
| 15566              | 1957              | Natalino Otto | Il pericolo numero uno/Le trote blu                                                                                           |
| 15579              | 1957              | Gino Baldi | Il nostro sì/Un filo di speranza                                                                                              |
| 15580              | 1957              | Gino Baldi | Non ti ricordi più/Nel giardino del mio cuore                                                                                 |
| 15585              | 1957              | Gino Baldi | Corde della mia chitarra/Finalmente                                                                                           |
| 15608              | 1957              | Nicola Arigliano, Alberto Pizzigoni e Riccardo Rauchi                                                                               | Perrita Congo/Pobre luna |
| 15609              | 1957              | Nicola Arigliano, Alberto Pizzigoni e Riccardo Rauchi                                                                               | Sixteens Tons/'na canzone pè ffa ammore                                                                                       |
| 15610              | 1957              | Domenico Modugno | Don Fifì/Resta cu' mme |
| 15611              | 1957              | Domenico Modugno | La signora a fianco/La neve di un anno fa                                                                                     |
| 15615              | 1º marzo 1957     | Gino Baldi | Que serà, serà/Le rondini volano in alto                                                                                      |
| 15627              | 1957              | Miranda Martino | Serenatella sciuè sciuè/Zitto zitto zitto                                                                                     |
| 15650              | 1957              | Van Wood Quartet | Gooi me de sleutel!!!/Oh la la                                                                                                |
| 15670              | 1957              | Miranda Martino | Quant'è doce/Chella che sposa a tte                                                                                           |
| 15671              | 1957              | Miranda Martino | Avimmo pazziato/Paraviso d'ammore                                                                                             |
| 15687              | 1957              | Domenico Modugno | Lazzarella/Strada 'nfosa |
| 15691              | 1957              | Miranda Martino | Comm'a na stella/Si' comm'a n'ombra                                                                                           |
| 15707              | 1957              | Miranda Martino | 'Nnammurate dispettose/? |
| 15709              | 1º giugno 1957    | Natalino Otto | Bugiarda/Le tue carezze |
| 15722              | 1957              | Nicola Arigliano, Alberto Pizzigoni e Riccardo Rauchi                                                                               | Lisbona antica/Ho perso le maracas                                                                                            |
| 15739              | 1957              | Van Wood Quartet | Cuore in vacanza/Ci vedremo domani                                                                                            |
| 15779              | 1957              | Miranda Martino | A mellunara/Nu pensiero |
| 15780              | 1957              | Miranda Martino | Ballava o roccanrollo/I love you napolitano                                                                                   |
| 15781              | 1957              | Miranda Martino | Maria Canaria/Vita mia |
| 15782              | 1957              | Miranda Martino | Maria Canaria/Bene mio |
| 15810              | 1957              | Natalino Otto con Franco Mojoli e il suo complesso                                                                                  | Troviamoci domani a Portofino/Non so dir ti voglio bene                                                                       |
| 15831              | 1957              | Domenico Modugno | 'O specchio/'A pizza c'a pummarola                                                                                            |
| 15832              | 1957              | Domenico Modugno | Ventu d'estati/Mariti in città                                                                                                |
| 15873              | 1957              | Miranda Martino | Vicino al cielo/? |
| 15874              | 1957              | Miranda Martino | Cento rose/Ho scelto l'amore                                                                                                  |
| 15875              | 1957              | Miranda Martino | Sebastiano/Dimmelo con un bacio                                                                                               |
| 15876              | 1957              | Domenico Modugno | Mariti in città/Resta cu' mme                                                                                                 |
| 15905              | 1957              | Nino Taranto | Serenata a Carulina/Mamma... Cicco mi tocca                                                                                   |

### 33 giri - 25 cm
| Numero di catalogo | Anno             | Interprete                                                                            | Titoli                                                                     |
| ------------------ | ---------------- | ------------------------------------------------------------------------------------- | -------------------------------------------------------------------------- |
| LP 105             | 1953             | Nino Impallomeni, Alberto Semprini, Armando Sciascia, Gorni Kramer ed altri esecutori | Parata di successi n° 5                                                    |
| LP 106             | 1953             | Nino Impallomeni, Alberto Semprini, Armando Sciascia, Gorni Kramer ed altri esecutori | Parata di successi n° 6                                                    |
| LP 112             | 1954             | Giacomo Rondinella                                                                    | Giacomo Rondinella                                                         |
| LP 121             | 1954             | Natalino Otto                                                                         | Natalino Otto                                                              |
| LP 127             | 1954             | Alberto Semprini                                                                      | Alberto Semprini                                                           |
| LP 136             | 1º ottobre 1954  | Natalino Otto                                                                         | Natalino Otto                                                              |
| LP 141             | 1955             | Alberto Semprini                                                                      | Gli artisti della Fonit al 5º Festival di Sanremo                          |
| LP 142             | 1954             | Alberto Semprini                                                                      | Alberto Semprini n° 3                                                      |
| LP 143             | 1954             | Peter Van Wood                                                                        | Van Wood Quartet                                                           |
| LP 146             | 1955             | Peter Van Wood                                                                        | L'olandese napoletano                                                      |
| LP 148             | 1955             | Peter Van Wood                                                                        | L'olandese volante                                                         |
| LP 149             | 1955             | Peter Van Wood                                                                        | Peter Van Wood - (Accussì)                                                 |
| LP 150             | 1955             | Alberto Semprini                                                                      | Celebri fantasie ritmiche                                                  |
| LP 151             | 1955             | Giacomo Rondinella                                                                    | Giacomo Rondinella - (Accussì)                                             |
| LP 154             | 1955             | Natalino Otto                                                                         | Natalino Otto - (Amo Parigi)                                               |
| LP 157             | 1955             | Giacomo Rondinella                                                                    | Giacomo Rondinella - (Sciummo)                                             |
| LP 158             | 1955             | Natalino Otto                                                                         | Natalino Otto -                                                            |
| LP 162             | 1955             | Sestetto Estrellita                                                                   | Sestetto Estrellita                                                        |
| LP 164             | 1955             | Peter Van Wood                                                                        | Van Wood Quartet                                                           |
| LP 166             | 1956             | Alberto Semprini                                                                      | Celebri fantasie ritmiche vol. 2                                           |
| LP 170             | 1956             | Peter Van Wood                                                                        | Van Wood Quartet                                                           |
| LP 171             | 1956             | Peter Van Wood                                                                        | Peter Van Wood - (Giuvanne cu' a chitarra)                                 |
| LP 178             | 1956             | Natalino Otto                                                                         | San Remo 1956 vol. 1                                                       |
| LP 179             | 1956             | Natalino Otto                                                                         | San Remo 1956 vol. 2                                                       |
| LP 180             | 1956             | Peter Van Wood                                                                        | Restiamo in casa stasera con Van Wood                                      |
| LP 181             | 1956             | Peter Van Wood                                                                        | Intorno al mondo con Van Wood                                              |
| LP 184             | 1956             | Natalino Otto                                                                         | Natalino Otto - (Tempo d'estate)                                           |
| LP 185             | 1º aprile 1956   | Natalino Otto                                                                         | Le più attuali ed acclamate interpretazioni di Natalino Otto n.10          |
| LP 191             | 1956             | Franco Landa                                                                          | Sole de Roma                                                               |
| LP 192             | 1º giugno 1956   | Natalino Otto                                                                         | Le più attuali ed acclamate interpretazioni n.11                           |
| LP 193             | 1956             | Peter Van Wood                                                                        | Peter Van Wood - (Mussi mussi)                                             |
| LP 195             | 1956             | Giacomo Rondinella                                                                    | 4º Festival della Canzone Napoletana                                       |
| LP 196             | 1956             | Franca Raimondi                                                                       | Franca Raimondi - (Aprite le finestre)                                     |
| LP 197             | 1956             | Katyna Ranieri                                                                        | Katyna Ranieri                                                             |
| LP 200             | 1º novembre 1956 | Domenico Modugno                                                                      | Domenico Modugno e la sua chitarra - Un poeta un pittore un musicista      |
| LP 201             | 1º novembre 1956 | Domenico Modugno                                                                      | Domenico Modugno e la sua chitarra nº 2 - Un poeta un pittore un musicista |
| LP 203             | 1956             | Natalino Otto                                                                         | Musiche da Ballo e Canzoni                                                 |
| LP 204             | 1º novembre 1956 | Natalino Otto                                                                         | Le più attuali ed acclamate interpretazioni n.12                           |
| LP 205             | 1956             | Sestetto Estrellita                                                                   | Sestetto Estrellita                                                        |
| LP 206             | 1956             | Franco Scarica                                                                        | Franco Scarica n.4                                                         |
| LP 208             | 1956             | Giacomo Rondinella                                                                    | Giacomo Rondinella - (Zitto zitto doce doce)                               |
| LP 209             | 1956             | Nino Impallomeni                                                                      | Voglio ballar con te                                                       |
| LP 212             | 1957             | Alberto Semprini                                                                      | Celebri fantasie ritmiche vol. 3                                           |
| LP 213             | 1957             | Alberto Semprini                                                                      | Celebri fantasie ritmiche vol. 4                                           |
| LP 214             | 1957             | Natalino Otto                                                                         | Natalino Otto                                                              |
| LP 218             | 1957             | Giacomo Rondinella                                                                    | Giacomo Rondinella - (Usignolo)                                            |
| LP 224             | 1957             | Nino Taranto                                                                          | Nino Taranto                                                               |
| LP 227             | 1957             | Glauco Masetti                                                                        | Glauco Masetti e i suoi solisti                                            |
| LP 232             | 1957             | Natalino Otto                                                                         | Rome by Night                                                              |
| LP 233             | 1957             | Achille Togliani                                                                      | Achille Togliani - (Chi siete)                                             |
| LP 234             | 1957             | Armando Sciascia                                                                      | Souvenir de Vienna                                                         |
| LP 239             | 1957             | Alberto Semprini                                                                      | Celebri fantasie ritmiche vol. 5                                           |
| LP 240             | 1957             | Claudio Bernardini                                                                    | S'agapò                                                                    |
| LP 241             | 1957             | Lia Origoni                                                                           | Lia Origoni - (Gioia di vivere)                                            |
| LP 243             | 1957             | Natalino Otto                                                                         | Natalino Otto - (Mister Paganini)                                          |
| LP 244             | 1957             | Natalino Otto                                                                         | Natalino Otto - (Piccola serenata)                                         |
| LP 245             | 1957             | Natalino Otto                                                                         | Natalino Otto - Un angelo è sceso a Brooklyn                               |
| LP 246             | 1957             | Gino Baldi                                                                            | Signorinella                                                               |
| LP 247             | 1957             | Gino Baldi                                                                            | La Canzone Dell'Amore                                                      |
| LP 253             | 1957             | Alberto Semprini                                                                      | Le celebri fantasie ritmiche presentate da Semprini                        |

### 45 giri
| Numero di catalogo | Anno            | Interprete       | Titoli                                               |
| ------------------ | --------------- | ---------------- | ---------------------------------------------------- |
| SP 30004           | 1956            | Van Wood Quartet | Oho-Aha (ciao)/Baby bu                               |
| SP 30027           | 09-1956         | Natalino Otto    | Arrivederci Roma/Souvenir d'Italie                   |
| SP 30028           | 09-1956         | Natalino Otto    | 'Na voce, 'na chitarra ('e o poco 'e luna)/Guaglione |
| SP 30083           | 1957            | Quartetto Radar  | A Nueva Laredo/Come Giuda                            |
| SP 30086           | 1957            | Domenico Modugno | La donna riccia/Musetto                              |
| SP 30087           | 1957            | Domenico Modugno | Io mammeta e tu/Zitto zitto doce doce                |
| SP 30136           | 1957            | Domenico Modugno | Lazzarella/Strada 'nfosa                             |
| SP 30168           | 1957            | Armando Sciascia | Voci di primavera/Sangue viennese                    |
| SP 30177           | 1957            | Natalino Otto    | La più bella del mondo/Non illuderti                 |
| SP 30182           | 1957            | Domenico Modugno | Mariti in città/Resta cu mme                         |
| SP 30824           | 1960            | Achille Togliani | Serenata a Margellina/Sempe tu                       |
| SP 31039           | 24 gennaio 1962 | Paolo Mosca      | In un vicolo/Stanotte sul mare                       |

### EP (extended play)
| Numero di catalogo | Anno             | Interprete | Titoli |
| ------------------ | ---------------- | --- | --- |
| EP 4001            | 1º ottobre 1953  | Natalino Otto con Orchestra Franco Mojoli                                                                                             | Volevo dir di no/La mia donna (si chiama desiderio)/Un bacio a mezzanotte/Merci Beaucoup                         |
| EP 4004            | 1º ottobre 1953  | Paolo Baccilieri (traccia 1), Orchestra Impallomeni (traccia 2), Quartetto John Bolero (traccia 3) e Vittorio Paltrinieri (traccia 4) | Per te, per me/Duska/La Cumparsita/Zin Zin Zin                                                                   |
| EP 4005            | 1º novembre 1953 | Tony Romano | El negro zumbon/Un bacio a mezzanotte/Merci beaucoup/Rosemarie                                                   |
| EP 4016            | 1º aprile 1954   | Orchestra Allegra (tracce 1-3) e Orchestra Pattacini (tracce 2-4)                                                                     | Valzer del cucù/Argentinita/Estudiantina/Il gatto rosso e blu                                                    |
| EP 4026            | 1954             | Natalino Otto (lato A) e Gianni Gugelmetto con i Radio Boys                                                                           | Fischio un "blues"/Te amo/Gli uomini del Far West/Ufemia                                                         |
| EP 4027            | 1º novembre 1954 | Quartetto John Bolero | Adios muchachos/Dixie souvenir/Jealousie/Istanbul                                                                |
| EP 4030            | 1955             | Alberto Semprini e il suo Sestetto Azzurro, canta Natalino Otto                                                                       | Canto nella valle/Era un omino...piccino piccino/Ci ciu cì (cantava un usignol)/Il primo viaggio                 |
| EP 4034            | 1955             | Alberto Semprini e il suo Sestetto Azzurro, cantano Natalino Otto(lato A) e Giacomo Rondinella(lato B)                                | Non penserò che a te/Sentiero/Incantatella/Zucchero e Pepe                                                       |
| EP 4040            | 1955             | Peter Van Wood | Van Wood Quartet n° 1                                                                                            |
| EP 4045            | 1955             | Natalino Otto | Natalino Otto n° 3: Arrivederci Roma/Mambo Italiano/Cuore monello/La luna nel rio                                |
| EP 4051            | 1955             | Peter Van Wood | Peter Van Wood n° 5                                                                                              |
| EP 4057            | 1956             | Quartetto John Bolero | Maruzzella/Cuore monello/L'ultima volta che vidi Parigi/Incontro a Parigi                                        |
| EP 4066            | 1º dicembre 1955 | Peter Van Wood | Van Wood Quartet n° 8                                                                                            |
| EP 4067            | 1956             | Peter Van Wood | Van Wood Quartet n° 9                                                                                            |
| EP 4071            | 1956             | Alberto Semprini e il suo Quintetto Azzurro, canta Natalino Otto                                                                      | Aprite le finestre/Due teste sul cuscino/Albero caduto/Il trenino del destino                                    |
| EP 4089            | 1956             | Franca Raimondi | Franca Raimondi n° 1                                                                                             |
| EP 4118            | 1956             | Domenico Modugno | Io mammeta e tu/La donna riccia/Magaria/Nisciuno po' sapè                                                        |
| EP 4119            | 1956             | Domenico Modugno | Lu pisce spada/Attimu d'amuri/La cicoria/Tambureddu                                                              |
| EP 4120            | 1956             | Domenico Modugno | La sveglietta/Il girovago/Lu minaturi/Ninna nanna                                                                |
| EP 4121            | 1956             | Domenico Modugno | Zitto zitto doce doce/Musetto/Vecchio frack/Cavaddu cecu de la miniera                                           |
| EP 4122            | 1956             | Domenico Modugno | Lu sciccareddu 'mbriacu/Sole sole sole/Lu salinaru/Mese 'e settembre                                             |
| EP 4136            | 1957             | Mario Pezzotta e i suoi solisti | Peg of my heart/Dixie parade/Solitude/Oriental riff                                                              |
| EP 4139            | 1957             | Armando Sciascia | Valzer di Natascia/Novgorod/Picnic/Non lasciarmi mai                                                             |
| EP 4158            | 1957             | Peter Van Wood | Van Wood Quartet - (T'aggia di' 'na cosa/'A straniera/Concerto d'autunno/Moritat)                                |
| EP 4183            | 1957             | Domenico Modugno | Lazzarella/La signora a fianco/Resta cu' mme/Strada 'nfosa                                                       |
| EP 4193            | 1957             | Franco Scarica | Blue moon/I'm in the mood for love/Robot 6/Sheik in Birdland                                                     |
| EP 4195            | 1957             | Armando Sciascia | Sulle rive del Danubio/Voci di primavera/Rose del sud/Sangue viennese                                            |
| EP 4202            | 1957             | Vittorio Paltrinieri e il suo complesso                                                                                               | Passeggiando per Pigalle/Armen's theme/Vivrò/E' tanto grigio il ciel                                             |
| EP 4208            | 1º ottobre 1957  | Natalino Otto | Piccolissima serenata/Sott'er cielo de Roma/Tu vuo' fa l'americano/Tipitipitipso                                 |
| EP 4211            | 1º ottobre 1957  | Natalino Otto | Un angelo è sceso a Brooklin/Basta un poco di musica/S'agapo/La mamma e il treno                                 |
| EP 4213            | 1957             | Natalino Otto | Domenica è sempre domenica/Non so dir (ti voglio bene)/Troviamoci domani a Portofino/Dimmi qualcosa (di gentile) |
| EP 4223            | 1957             | Domenico Modugno | O specchio/A pizza ca pummarola/Ventu d'estati/Mariti in città                                                   |
| EP 4224            | 1957             | Gino Baldi | La Piva/Bianco Natale/O tacita notte!/Tu scendi dalle stelle                                                     |